# Мінсала Маріне (нафтогазове родовище)
Мінсала Маріне — офшорне нафтогазове родовище у 35 км від узбережжя Конго. Знаходиться в межах ліцензійного блоку Marine XII, де станом на середину 2010-х років здійснено ряд значних відкриттів (Нене Маріне, Літченджілі Маріне).

## Загальний опис
Відкрите у 2014 році внаслідок спорудження в районі з глибинами моря 75 метріврозвідувальної свердловини Minsala Marine 1 NFW.  Остання, пробурена до рівня у 3642 метри нижче океанського дна, відкрила поклади вуглеводнів у підсольових відкладеннях нижньої крейди. Запаси родовища попередньо оцінені у 800 млн.барелів нафти та біля 30 млрд.м3 газу.
Станом на середину 2010-х років на родовищі планується подальше оціночне буріння.